# 南京体育学院
南京体育学院，是江苏省高等体育院校，提供本科、专科、研究生体育专业教育，校园位于南京中山陵旅游风景区内的民国中央体育场旧址，建筑面积13.7万平方米。

## 院系设置
院系：
- 体育系
- 运动系
- 运动健康科学系

专科二级学院：
- 职业技术学院

部：
- 研究生部
- 继续教育部
- 附校部

本科专业：
- 体育教育
- 运动训练
- 社会体育
- 民族传统体育
- 运动人体科学
- 运动康复
- 康复治疗
- 新闻学

参考：

## 名人
- 袁伟民，国家体育总局原局长、曾执教中国女排“三连冠”；
- 蔡振华，国家体育总局副局长、原国家乒乓球队总教练、乒乓球世界冠军；
- 孙晋芳，国家网球运动管理中心主任、中国女子排球队原队长、女子排球世界冠军；
- 栾菊杰，奥运冠军。
- 林莉，奥运冠军。
- 葛菲，奥运冠军。
- 顾俊，奥运冠军。
- 张军，奥运冠军，本校副校長。
- 黄旭，奥运冠军。
- 李菊，奥运冠军。
- 阎森，奥运冠军。
- 陈玘，奥运冠军。
- 張雨霏，奧運冠軍。
- 孔庆鹏，江苏省体育局原党组书记、局长。

参考：